# Пор-Искитим
Пор-Искитим — деревня в Промышленновском районе Кемеровской области. Входит в состав Лебедевского сельского поселения.

## География
Центральная часть населённого пункта расположена на высоте 201 метров над уровнем моря.
Название деревни происходит от реки, которая протекает через неё (Пор-Искитим по реке Искитим)

## Население
По данным Всероссийской переписи населения 2010 года, в деревне Пор-Искитим проживает 742 человека (367 мужчин, 375 женщин).